# Gedächtniskapelle (Lohn)

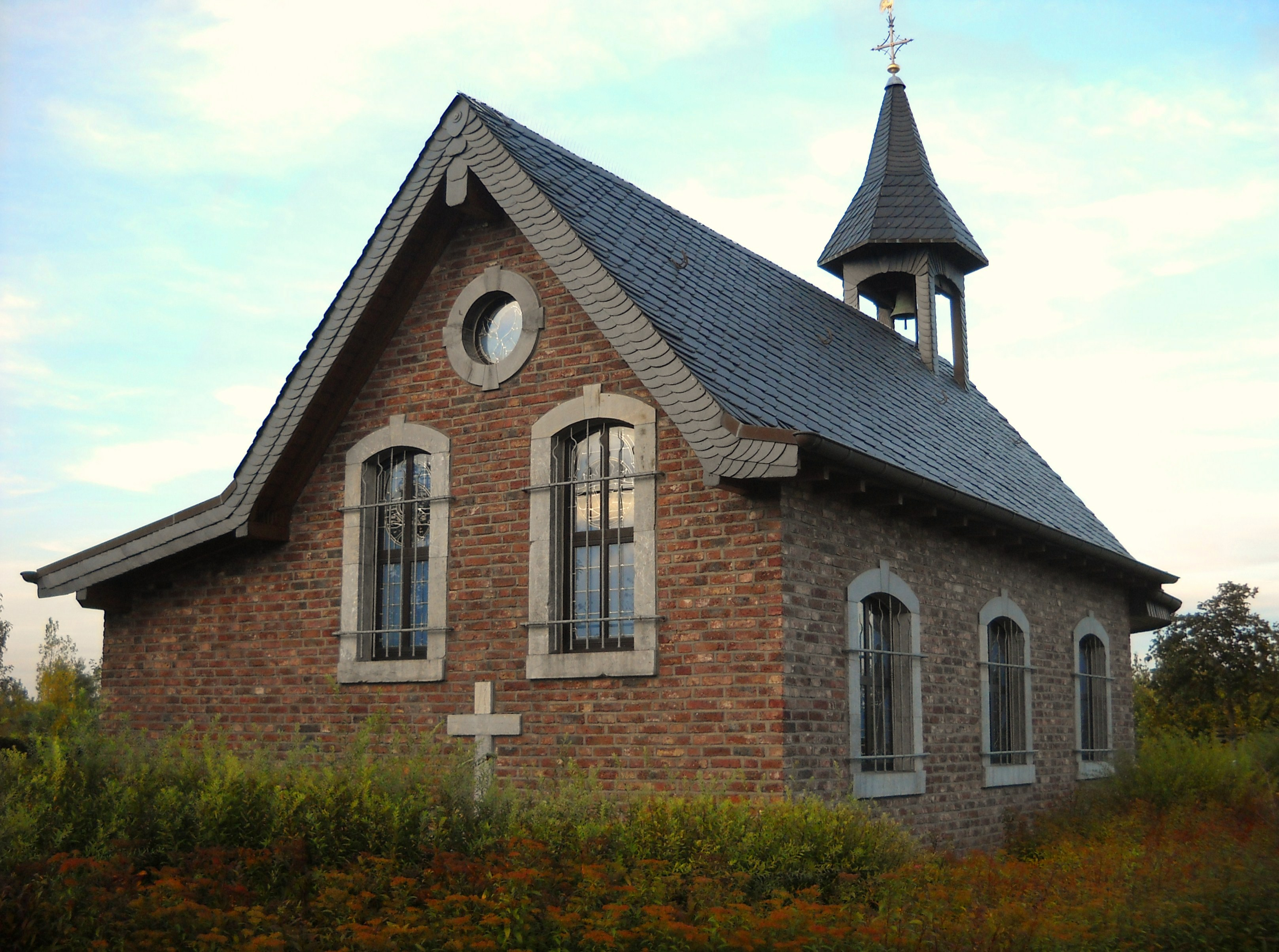
Gedächtniskapelle Kirchspiel Lohn

Die Gedächtniskapelle Kirchspiel Lohn ist eine römisch-katholische Kapelle im Eschweiler Stadtteil Lohn. Sie wurde in den Jahren 2002/2003 als Erinnerung an die fünf für die Braunkohlengewinnung abgebaggerten Dörfer Erberich, Fronhoven, Langendorf, Lohn und Pützlohn des Kirchspiels mit ihren beiden Kirchen St. Silvester in Lohn und St. Josef in Fronhoven erbaut und steht genau an der Stelle, wo einst die Kirche von Lohn gestanden hat. 

## Geschichte
Die Idee zum Bau der Kapelle geht auf Peter Lentzen und Josef Dickmeis zurück. Im November 1982, als sie vor den Trümmern ihres Heimatdorfes Lohn standen, entstand der Gedanke, nach der Rekultivierung eine Gedenkstätte dort zu errichten, wo die alte Pfarrkirche gestanden hatte. 1991 wurde der „Förderverein Gedächtniskapelle Kirchspiel Lohn e. V.“ gegründet. Am 12. November 2001 konnte der ersten Spatenstich erfolgen und am 29. Juni 2002 die Grundsteinlegung – genau 100 Jahre nach der Grundsteinlegung der alten Pfarrkirche. Schließlich erfolgte am 25. Mai 2003 die feierliche Einsegnung.
In unmittelbarer Nähe der Kapelle befindet sich ein Aussichtspunkt des Tagebaus Inden oberhalb des neuen Bettes der Inde.

## Baubeschreibung
Ein Absperrgitter teilt den Innenraum der Kapelle im Verhältnis 1:3. Der vordere Teil ist für die vorbeikommenden Besucher und Beter gedacht. Vor dem Gitter steht eine Kniebank, welche wie die übrigen Bänke aus der alten Kirche in Lohn stammt. Ebenso wurden von dort der vormalige rechte Seitenaltar, der Jesus-Maria-Josef-Altar genannt wurde, sowie ein Kreuz des Hochaltars, der Ewiglichtleuchter und die Sakristeiglocke transloziert. Dagegen befanden sich die Figuren auf der rechten Kapellenwand bis zur Abbaggerung an der Kanzel in der Kirche St. Josef in Fronhoven. Sie stellen Christus und die vier großen Kirchenlehrer Ambrosius, Augustinus, Hieronymus und Gregor den Großen dar.
Neu hinzugekommen ist beim Bau der Kapelle eine Marienstatue aus  der Werkstatt eines Tiroler Schnitzer, die am 7. Mai 2004 während einer Maiandacht eingesegnet wurde. Ein kleines auf vier Stelzen stehendes Glockentürmchen mit einem sechseckigen Spitzdach und aufgesetztem Kreuz mit Wetterhahn krönt das Satteldach.
Die neuen farbig gestalteten Rundbogenfenster sind mit einer Umrahmung aus Blaustein eingefasst und einige von ihnen stellen Motive dar, die mit den vormaligen Kirchen und den Orten verbunden sind. Dabei zeigen die ersten beiden Fenster auf der linken Seite den Papst Silvester als Patron der Pfarrkirche in Lohn (und zugleich der neuen Kirche in Neu-Lohn), den heiligen Josef als Patron der Filialkirche in Fronhoven, den heilige Sebastian, der zusammen mit dem heiligen Josef Schutzpatron der örtlichen Schützenbruderschaft ist, und die heilige Elisabeth als Patronin des Kindergartens. Sie steht zudem für die Schwestern des Ordens der Elisabethinnen, die bis 1964 im Kloster Lohn wohnten und den dortigen Kindergarten betreuten. Die Gestaltung des dritten und „weltlichen“ Fensters erinnert an die landwirtschaftliche Nutzung der Umgebung sowie dem Braunkohlentagebau und die Energiegewinnung. 
Die gesamte Ausmalung der Kapelle lag in den Händen des Künstlers Franz-Josef Pelzer aus Bilstein bei Kreuzau, der auch die Restaurierungsarbeiten am Altar ausgeführt hat.